# マイク・エリオット (レースエンジニア)
マイク・エリオット（Mike Elliott、1974年6月4日 - ）は、イングランド出身の自動車技術者。F1エンジニアとして知られる。専門分野はレーシングカーの空気力学。

## 経歴
2000年までインペリアル・カレッジ・ロンドンで学び、その間に、航空工学の修士号、次いで空気力学の博士号を取得した。研究者時代はモータースポーツを目指していたわけではなかったのだが、博士課程にあった際、同時期に同じ研究室にいたジョン・オーウェンからF1の車両設計において空気力学の粋を探求することを勧められ、それに確信を得てモータースポーツの道へと進んだ。
2000年8月にマクラーレンのエアロダイナミシスト（空気力学の専門家）としてモータースポーツにおけるキャリアをスタートし、空力や車両についてのより幅広い知見を得るため、2003年からはサーキットでトラックサイドエアロダイナミシストとして働いた。2006年には同チームの空力評価チームのリーダーとなった。
2008年11月にプリンシパルエアロダイナミシストとしてルノーに移籍し、同チームにはチームがロータスF1チームとなった2012年の開幕後まで在籍した。

### メルセデス
2012年7月にメルセデスチームに移籍し、空力部門の責任者となった。
2017年に同チームのテクノロジーディレクターとなり、前任のジェフ・ウィリスの職責を引き継いだ。この職務はファクトリーの風洞実験施設や数値流体力学（CFD）シミュレータといったシミュレーション設備から得られるデータと、実際の走行データを非常に高い精度で一致した状態に保つというものである。
エリオットは同チームのテクニカルディレクターとして技術部門を取り仕切っていたジェイムズ・アリソンに「恐ろしく優れたエンジニア」（fearsomely good engineer）と言わせるほどの評価を得ており、2021年にアリソンが現場の第一線を退くのに伴い、エリオットはその職責を引き継ぎ、テクニカルディレクターとなった。
しかし、大幅なレギュレーション改定となった2022年シーズンの開発に苦慮。グラウンド・エフェクトに対応したゼロポットと呼ばれるコンセプトは失敗し、チームは成績不振に陥った。翌2023年シーズンより、前任者のアリソンと役割を交代して管理職のCTOに異動し、事実上現場からは離れる。そして同10月末をもって退社した。

## 年譜
役職は就任時期を記載。
- 1992年 - 2000年、インペリアル・カレッジ・ロンドン在学[4]
- 2000年8月、マクラーレン・エアロダイナミシスト[1]
- 2003年、マクラーレン・トラックサイドエアロダイナミシスト[1]
- 2006年、マクラーレン・空力評価チームリーダー（Team Leader, Aerodynamic Performance）[1]
- 2008年11月、ルノーF1・プリンシパルエアロダイナミシスト[1][4] ※ロータスF1チーム（2012年）でも同職[1][4]
- 2012年7月、メルセデスAMG F1・空力部門責任者（Head of Aerodynamics）[1][4]
- 2017年7月、メルセデスAMG F1・テクノロジーディレクター[1][4]
- 2021年7月、メルセデスAMG F1・テクニカルディレクター[1][4]
- 2023年、メルセデスAMG F1・最高技術責任者（Chief Technical Officer）